# John Bemme
John Bemme (* 24. Februar 1962) ist ein ehemaliger deutscher Fußballspieler. 
Der gelernte Maschinenbauer Bemme begann 1980 seine Oberliga-Laufbahn beim FC Karl-Marx-Stadt, für den er in 59 Punktspielen sechs Tore erzielte. Bereits seit 1969 hatte der Stürmer in den Nachwuchsmannschaften des Vereins gespielt. Während seines Wehrdienstes spielte er in der Saison 1981/82 für Vorwärts Hagenow. Sein erstes Oberligaspiel bestritt er am 13. September 1980 bei der 2:3-Niederlage des FCK beim FC Rot-Weiß Erfurt. 1986 wechselte er zum Bezirksnachbarn BSG Wismut Aue, bei dem er weitere 64 Spiele (acht Tore) bestritt. Außerdem wurde er in der UEFA-Pokal-Saison 1987/88 im Rückspiel der 2. Runde gegen Flamurtari Vlora eingesetzt. Nach dem Abstieg 1990 spielte Bemme mit den Erzgebirgern, welche nun dem Verein FC Wismut Aue angehörten, in der neu gegründeten Oberliga Nordost-Süd noch bis 1992 (33 Spiele/vier Tore).
Seine Spielerkarriere beendete John Bemme im Jahr 2001 beim BSV Turbine Chemnitz. Seitdem ist er Mitglied und Ansprechpartner des CFC-Oldieteams. Nach dem Zusammenschluss der Vereine BSV Turbine Chemnitz und CSV Union 77 e.V. (seitdem SpVgg Blau Weiß Chemnitz 02 e.V.), erklärte sich Bemme bereit, wieder als aktiver Spieler mitzuwirken. In der Saison 2006/2007 wirkte er ab der Winterpause als Spielertrainer und führte die Mannschaft von BW Chemnitz, die in den Jahren 2004 und 2005 zwei Abstiege hatte hinnehmen müssen, zum Kreismeistertitel und dem damit verbundenen Aufstieg in die Bezirksklasse Chemnitz. In der Saison 2010/11 trainierte er den Kreisligisten SSV Blau-Weiß Gersdorf und kam nochmal zu einem Kurzeinsatz als Spieler.

## Stationen
- 1980 bis 1981: FC Karl-Marx-Stadt
- 1981 bis 1982: Vorwärts Hagenow
- 1982 bis 1986: FC Karl-Marx-Stadt
- 1986 bis 1992: BSG Wismut Aue / FC Wismut Aue
- BSV Turbine Chemnitz
- 2006/07: SpVgg Blau Weiß Chemnitz 02 (Spielertrainer)
- SSV Blau-Weiß Gersdorf (Trainer)

## Statistik
- 123 Spiele in der DDR-Fußball-Oberliga (14 Tore)
- 1 UEFA-Cup-Einsatz